# Hapoel Aszkelon
Hapoel Aszkelon (hebr. מועדון כדורגל הפועל אשקלון, Moadon Kaduregel Hapoel Aszkelon) – izraelski klub piłkarski, grający obecnie w Liga Alef, mający siedzibę w mieście Aszkelon.

## Historia
Hapoel Aszkelon został założony w 1955 roku. Swój pierwszy duży sukces osiągnął w sezonie 1996/1997, gdy wygrał rozgrywki drugiej ligi izraelskiej i wywalczył swój pierwszy w historii awans do pierwszej ligi. W sezonie 1997/1998 zajął w pierwszej lidze ostatnie 16. miejsce i spadł do drugiej ligi. W sezonie 2007/2008 klub awansował do finału Pucharu Izraela. Zagrał w nim z Hapoelem Tel Awiw, jednak przegrał w nim po serii rzutów karnych (4:5, po 120 minutach był wynik 1:1). W sezonie 2009/2010 Hapoel po raz drugi w historii wywalczył awans do pierwszej ligi Izraela. W sezonie 2010/2011 zajął w ekstraklasie przedostatnie 15. miejsce i spadł do drugiej ligi.

## Sukcesy
- Liga Arcit (II liga)
  - mistrzostwo 1996/1997
  - wicemistrzostwo 1998/1999
- Liga Leumit (II liga)
  - wicemistrzostwo 2009/2010
- Liga Bet (III liga)
  - mistrzostwo (Dywizja Południowa B) 1963/1964, 1973/1974
  - wicemistrzostwo (Dywizja Południowa B) 1975/1976
- Liga Alef (III liga)
  - mistrzostwo (Dywizja Południowa) 1981/1982
- Liga Arcit (III liga)
  - mistrzostwo 2004/2005
- Puchar Izraela
  - finalista 2006/2007
- Toto Cup
  - Liga Leumit zwycięstwo 1984/1985
  - Liga Arcit zwycięstwo 2001/2002, 2002/2003, 2004/2005

## Reprezentanci kraju grający w klubie
| - Nissim Cohen - Eliran Danin - Baruch Dego - Kobi Dejani - Rawid Gazal - Bonni Ginzburg - Roi Hadad - Jechezkel Chazom - Barak Jicchaki - Nir Lewin - Ofer Mizrahi - Mahran Radi - Josi Rozen - Noam Shoham | - Jegija Jawrujan - Alaksandr Tajkau - Dragan Stojkić - Eric Gawu - Kachaber Gogiczaiszwili - Dawit Kizilaszwili - Zurab Menteszaszwili - John de Wolf - Tadas Kijanskas - Djibril Sidibé - Sunday Rotimi - Suad Filekovič - Siergiej Dmitrijew |